# Лункино
Лункино — деревня в Клепиковском районе Рязанской области. Входит в состав Ненашкинского сельского поселения.

## География

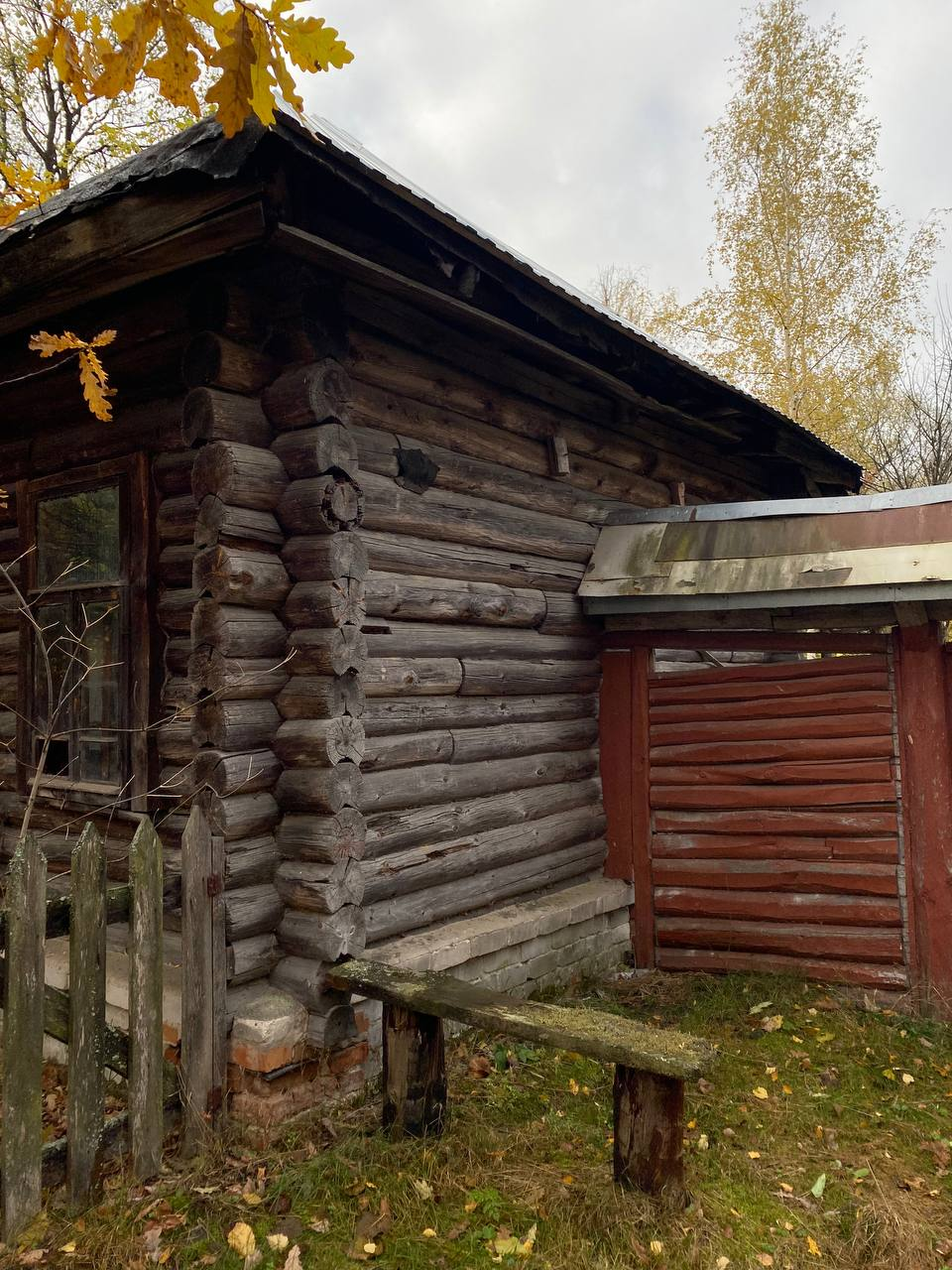
Старый дом в исторической деревне Лунькина.

Находится в северной части Рязанской области на расстоянии приблизительно 5 км на север-северо-запад по прямой от районного центра города Спас-Клепики на северном берегу озера Белое.

## История
В 1859 году здесь (тогда деревня Рязанского уезда Рязанской губернии) было учтено 5 дворов. 
Поселение включает в себя две исторических деревни: Лунькина и Полежаева. На месте Полежаева сегодня находится дачный поселок, построенный в конце XX века. 

## Население
Численность населения: 31 человек (1859 год), 0 в 2002 году , 2 в 2010.

## Культура
В деревне расположен музей деревянного зодчества имени В. П. Грошева, выставляющий изделия резьбы по дереву, деревянную садово-парковую скульптуру и предметы крестьянского быта клепиковской Мещёры. Рядом расположен детский лагерь «Радуга».